# Jaime Rey de Castro López de Romaña
Jaime Rey de Castro López de Romaña (*Arequipa, 1927 – ibídem, 1999), fue un abogado y político peruano. 

## Biografía
Hijo de Alberto Rey de Castro y  María López de Romaña y López de Romaña. Estudió en el colegio Sagrados Corazones y en el colegio San José en Arequipa. En 1934 inició sus estudios secundarios en el Colegio La Salle destacando como un alumno con buen rendimiento. En 1939 ingresó a la Universidad Nacional de San Agustín realiza estudios de Letras y Derecho recibiéndose de abogado en 1946. Ese mismo año se casó con Emilia Llosa García, hija del ex senador arequipeño Luis Llosa y Abril.
Durante su época universitaria militó en el Partido Aprista Peruano,  participando en 1944 en la huelga general de la Universidad Nacional de San Agustín que, junto con las huelgas sucedidas en Lima y Trujillo, sirvió para la reconstitución de la Federación de Estudiantes del Perú que se encontraba proscrita desde 1931. Fue Secretario del Comité Fundador de Arequipa del Frente Democrático Nacional cuyo Presidente fue Manuel Bustamante de la Fuente en 1945. Este partido llevó en las elecciones de 1945 a José Luis Bustamante y Rivero a la presidencia del Perú. En julio de 1950 interviene en la rebelión de Arequipa, bajo la conducción de Francisco Mostajo. Por su oposición al régimen autoritario del General Manuel A. Odria sufre persecución y es recluido en el Panóptico.
Elegido Diputado por Arequipa en 1956, formó parte del grupo de la Democracia Cristiana.